# Clidemia urceolata
Clidemia urceolata es un arbusto perenne perteneciente  a la familia  Melastomataceae. Es originaria de América.

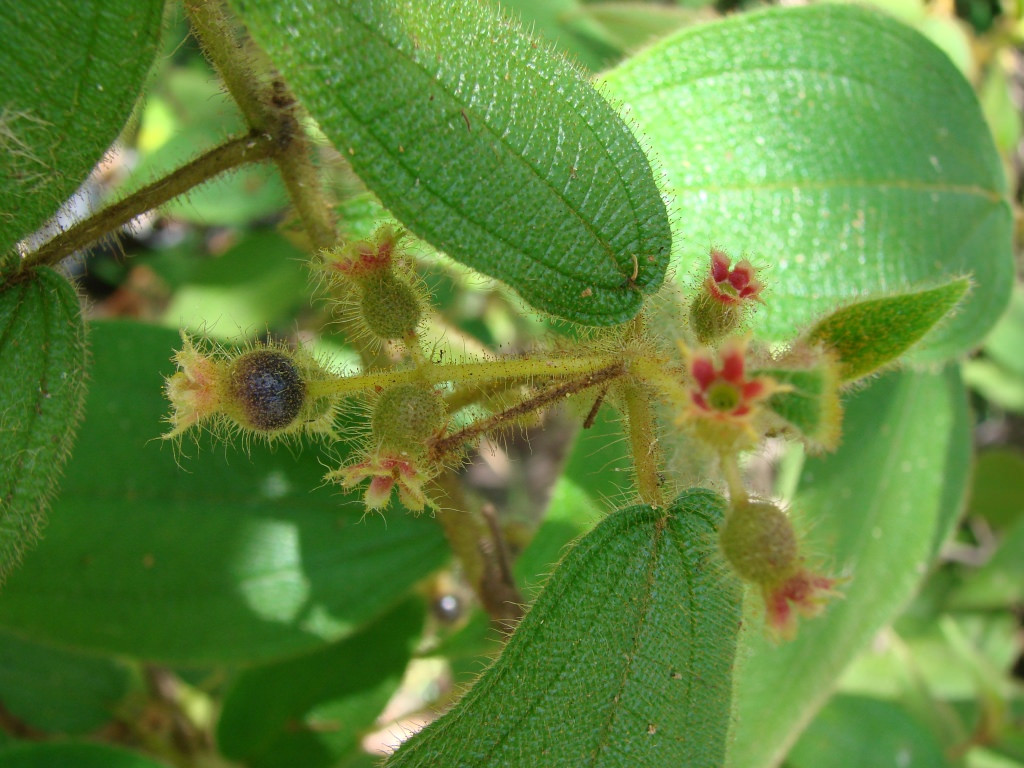
Vista de la planta

## Descripción
Son arbustos que alcanzan un tamaño de 1–3 m de alto; ramitas, envés de las hojas, inflorescencias e hipantos moderadamente puberulento-estrellados con tricomas sésiles o cortamente pediculados y setuloso-glandulares, entremezclados con una cubierta esparcida de tricomas simples 2.5–7 mm de largo. Hojas ovadas a elíptico-ovadas, 5.8–17.5 cm de largo y 2.7–7.5 cm de ancho, ápice acuminado, base redondeada a subcordada, margen ciliado-denticulado, haz moderadamente cubierta de una mezcla de tricomas glandulares, 1–2 mm de largo, algunos con bases simples o hinchadas, escasamente entremezclados con tricomas estrellado-pediculados, 5–7-nervias. Inflorescencia una cima paniculiforme pseudolateral 3–7 cm de largo, flores 5-meras, sésiles o con pedicelos hasta 0.5 mm de largo, bractéolas angostamente oblongas a lanceoladas, 1–2 mm de largo y 0.5 mm de ancho, persistentes; lobos del cáliz ovados a semicirculares, 2–2.5 mm de largo y 2 mm de ancho, los dientes exteriores subulados, 1.5–2.5 mm de largo, más largos que los lobos; pétalos oblongos a oblongo-obovados, 4–6 mm de largo y 2–4 mm de ancho, glabros, blancos. El fruto es una baya de 6–7 mm de diámetro, morado-azulada cuando madura; semillas 1 mm de largo, granulosas a tuberculadas, café obscuras.

## Distribución y hábitat
Local, en márgenes de pluvioselvas, bosques húmedos y nebliselvas, en la zona atlántica; a una altitud de 0–820(–1000) m; fl y fr todo el año; desde el sur de México (Chiapas), Belice a Nicaragua, Panamá al sureste de Brasil y también en Cuba.

## Taxonomía
Clidemia urceolata fue descrita por Augustin Pyrame de Candolle y publicado en Prodromus Systematis Naturalis Regni Vegetabilis 3: 158. 1828.
Sinonimia
- Staphidium urceolatum (DC.) Naudin	[3]